# Chaloenus
Chaloenus es un género de escarabajos de la familia Chrysomelidae. El género fue descrito científicamente primero por Westwood en 1861. Esta es una lista de especies perteneciente a este género:
- Chaloenus adbominalis (Jacoby, 1899)
- Chaloenus aeneipennis (Jacoby, 1896)
- Chaloenus apicicornis (Jacoby, 1884)
- Chaloenus basalis Bryant, 1943
- Chaloenus bipunctatus Bryant, 1943
- Chaloenus brooksi Bryant, 1943
- Chaloenus brunneus Bryant, 1943
- Chaloenus capitatus Jacoby, 1896
- Chaloenus dimidiatus Jacoby, 1885
- Chaloenus dohertyi Bryant, 1943
- Chaloenus erberi Medvedev, 2005
- Chaloenus furthi Medvedev, 2002
- Chaloenus giganteus Medvedev, 2005
- Chaloenus laetus Medvedev, 2005
- Chaloenus latifrons (Westwood, 1861)
- Chaloenus marginipennis (Bryant, 1943)
- Chaloenus matangensis (Bryant, 1943)
- Chaloenus oculatus (Jacoby, 1899)
- Chaloenus pubescens Medvedev, 2005
- Chaloenus schawalleri Medvedev, 2005
- Chaloenus semipunctatus (Jacoby, 1899)
- Chaloenus subcostatus (Jacoby, 1899)
- Chaloenus suturalis (Westwood, 1861)
- Chaloenus westwoodi Chapuis, 1875